# Lardizabala biternata
Lardizabala biternata är en narrbuskeväxtart som beskrevs av Hipólito Ruiz López och Pav.. Lardizabala biternata ingår i släktet Lardizabala och familjen narrbuskeväxter. Inga underarter finns listade i Catalogue of Life.

## Bildgalleri

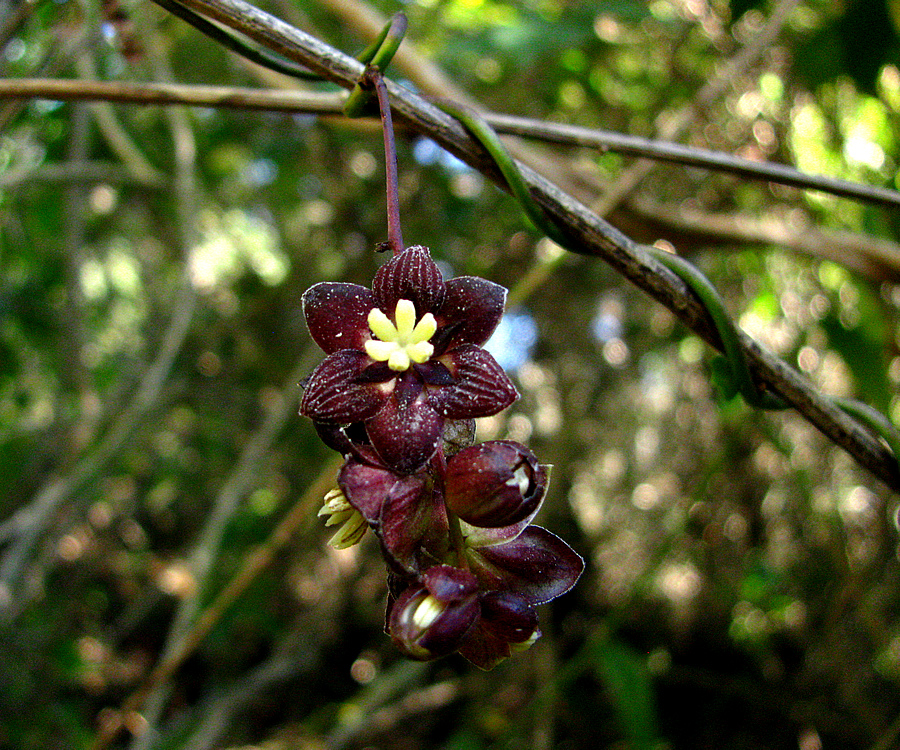
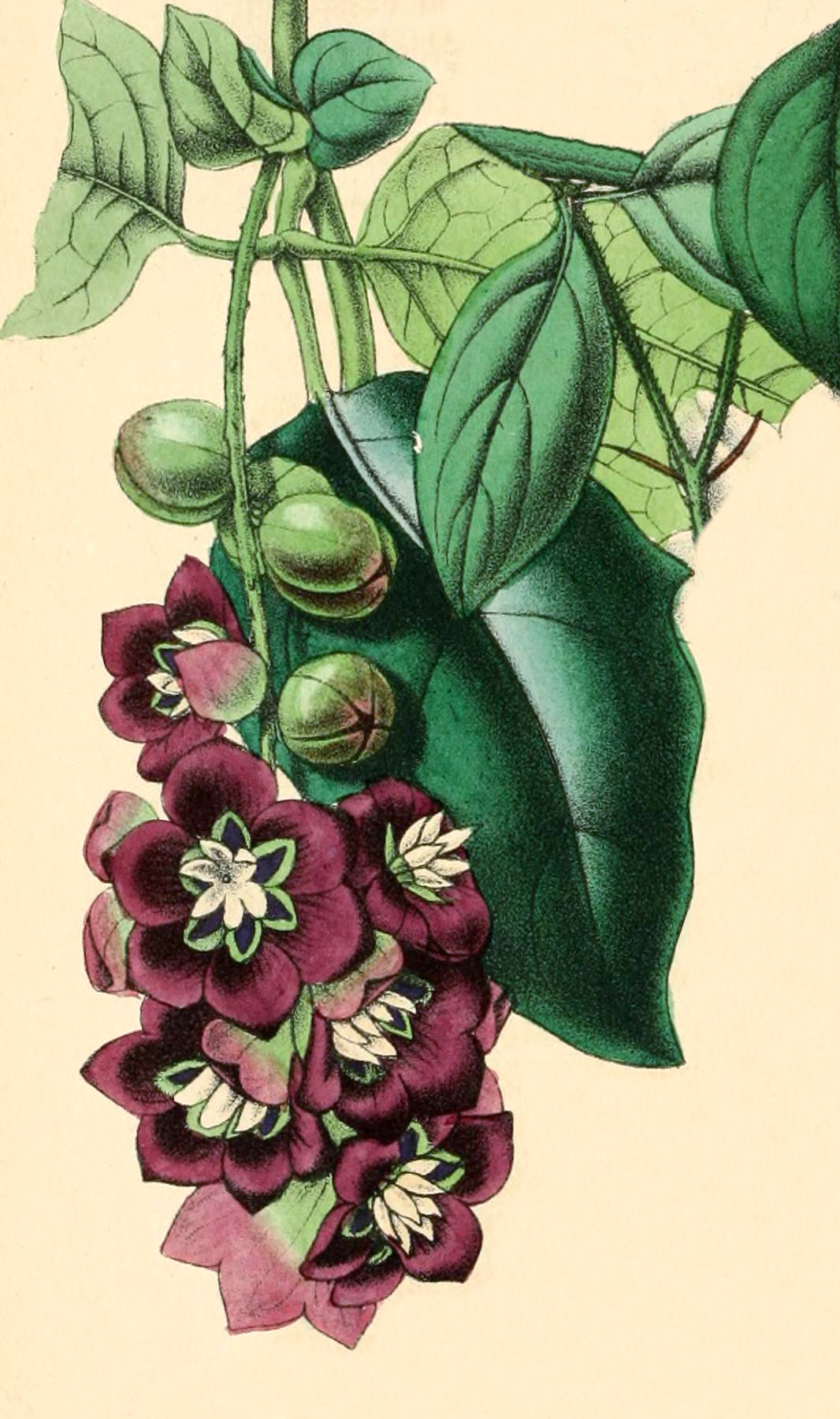